# Бискупице (гмина)
Бискупице (пол. Biskupice) — сельская гмина (волость) в Польше, входит как административная единица в Величский повет, Малопольское воеводство. Население — 8572 человека (на 2004 год).

## Сельские округа
1. Бискупице
2. Бодзанув
3. Явчице
4. Лазаны
5. Пшебечаны
6. Славковице
7. Сулув
8. Щыглув
9. Томашковице
10. Тромбки
11. Заблоце
12. Зборувек